# Le Schpountz
Le Schpountz, auch Der Schpountz, ist eine Filmkomödie des Regisseurs Marcel Pagnol aus dem Jahr 1938. Er basiert auf einer wahren Begebenheit, die Pagnol beim Drehen des Films Angèle (1934) erlebt hatte.

## Handlung
Irénée Fabre betreibt mit seinem Onkel ein kleines Hauswarengeschäft in einem südfranzösischen Dorf. Er träumt von einer großen Karriere als Filmschauspieler. Als eines Tages eine Truppe Filmproduzenten in seinem Geschäft einkauft, sieht er seine große Chance. Er erzählt ihnen von seinem außergewöhnlichen Talent als Schauspieler und stellt seine Schauspielkünste unter Beweis – ohne zu merken, dass die Truppe sich über ihn lustig macht. Diese bestätigt ihn in seinem angeblichen Talent als Schauspieler. Gestärkt in seinem Glauben macht Irénée Fabre sich kurz darauf auf den Weg nach Paris, um die Truppe in den Filmstudios ausfindig zu machen. Dort angekommen, stellt er sich als großes Talent der Direktion vor. Diese schmeißt ihn kurzerhand hinaus. Völlig verstört wendet er sich an die Truppe, die ihn im Glauben bestärkt hat, Schauspieler zu werden. Diese hat Mitleid und klärt ihn auf. Da endlich versteht er sich als Opfer eines üblen Scherzes. Völlig verzweifelt lässt er sich von Françoise, einer der Filmproduzenten, trösten. Er schafft es schließlich ihr Herz zu gewinnen, da sie in ihm einen naiven, aber aufrichtigen Menschen sieht – mit Qualitäten zum Komödianten. Schließlich bringt sie ihn dazu, die Hauptrolle einer Komödie zu spielen – eine Gattung, die bei weitem nicht so angesehen ist. Aber Irénée Fabre brilliert in ihr als grandioser Komödiant und heiratet schließlich Françoise. Zusammen kehren sie in das südfranzösische Dorf zurück und betreiben gemeinsam das Hauswarengeschäft.

## Veröffentlichung
Le Schpountz feierte seine Premiere am 15. April 1938 in den französischen Kinos. In der Bundesrepublik Deutschland lief der Film erstmals am 25. Dezember 1954, in der DDR am 8. August 1971 auf DFF 1.

## Kritik
„Eine durch und durch gelungene Satire aufs Filmgewerbe, voller Humor und einer treffsicheren, entlarvenden Bosheit.“

## Neuverfilmung
1999 verfilmte Gérard Oury den Stoff erneut unter demselben Titel.